# Österreichischer Volleyball-Cup 2019/20 (Frauen)
Der Österreichische Volleyball-Cup der Frauen wurde in der Saison 2019/20 vom Österreichischen Volleyballverband zum 40. Mal ausgespielt und begann am 6. Oktober 2019 mit der ersten Runde und endete am 1. März 2020 mit dem Finale in Graz. Der Pokal ging an den ASKÖ Linz Steg.

## Teilnehmende Mannschaften
Für den österreichischen Volleyball-Cup haben sich anhand der Teilnahme der Ligen der Saison 2018/19 folgende 28 Mannschaften, die nach der Saisonplatzierung der Austrian Volley League Women 2018/19, der 2. Bundesliga Nord 2018/19 und der 2. Bundesliga Süd 2018/19 geordnet sind, qualifiziert. Teams, die als durchgestrichen gekennzeichnet sind, nahmen am Wettbewerb aus diversen Gründen nicht am Wettbewerb teil oder sind die erste Mannschaften und spielten daher nicht um den Pokal mit. Weiters konnten noch der Landescupsieger, der Landesmeister oder auch Vertreter der Saison 2018/19teilnehmen.
| Austrian Volley League Women (10) | 2. Bundesliga Meisterrunde (8) |
| --- | --- |
| - ASKÖ Linz Steg (OÖ) (M) - SG Prinz Brunnenbau Volleys - SG VB NÖ Sokol/Post - UVC Graz - PSV VBG Salzburg - VC Tirol - ATSC Wildcats Klagenfurt - SG VBV Trofaiach/WSV Eisenerz - TSV Hartberg - SG Union Bisamberg/Hollabrunn | - UVV Seekirchen - TI-volley - Union Inzing - ATSE Graz - VC Dornbirn - VC Hausmannstätten - Volleys Jennersdorf - Volleys Brückl |
| Frühjahrsdurchgang | |
| 2. Bundesliga Nord (3) | 2. Bundesliga Süd (3) |
| - ASKÖ Purgstall - TV Oberndorf - UVC Mank - ASKÖ Linz Steg II - SU Hotvolleys Ybbs | - ATSC Wildcats Klagenfurt II - ASKÖ Volley Villach - VBK Klagenfurt - UVC Graz II - SSV HIB Liebenau - VBC Krottendorf           |
| Landesligisten (4) | |
| - VBK Wolfsberg (K) - Sportunion St. Pölten (NÖ) | - TV Oberndorf II (S) - VBC Feldkirch (V)                                                                                         |
| Erläuterungen Länderkürzel: (B): Burgenland, (K): Kärnten, (OÖ): Oberösterreich, (NÖ): Niederösterreich, (S): Salzburg, (ST): Steiermark, (T): Tirol, (W): Wien, (V): Vorarlberg                                                 | |

| (M) | amtierender Meister      |
| (C) | amtierender Cupsieger    |
| (N) | Neuaufsteiger der Saison |

## Turnierverlauf

### Vorrunde
| Datum             | Team 1                        | Team 2                        | Ergebnis                                |
| ----------------- | ----------------------------- | ----------------------------- | --------------------------------------- |
| 06.10.2019, 13:00 | TV Oberndorf II               | Union Inzing                  | 1:3 (25:23, 14:25, 16:25, 12:25)        |
| 06.10.2019, 13:00 | VC Tirol                      | PSV VBG Salzburg              | 3:0 (25:13, 25:10, 25:14)               |
| 06.10.2019, 14:00 | UVV Seekirchen                | VC Dornbirn                   | 0:3 (25:27, 20:25, 12:25)               |
| 06.10.2019, 15:00 | VBC Feldkirch                 | TI-volley                     | 0:3 (12:25, 14:25, 21:25)               |
| 06.10.2019, 16:00 | SSV HIB Liebenau              | VC Hausmannstätten            | 1:3 (25:19, 21:25, 20:25, 20:25)        |
| 06.10.2019, 16:00 | VBK Klagenfurt                | SG VBV Trofaiach/WSV Eisenerz | 0:3 (12:25, 13:25, 16:25)               |
| 06.10.2019, 16:00 | Volleys Brückl                | TSV Hartberg                  | 0:3 (21:25, 12:25, 22:25)               |
| 06.10.2019, 16:00 | USV Jennersdorf               | VBK Wolfsberg                 | 3:2 (22:25, 25:17, 25:22, 22:25, 15:13) |
| 06.10.2019, 16:00 | SG Union Bisamberg/Hollabrunn | SG Prinz Brunnenbau Volleys   | 3:0 (25:21, 25:15, 25:19)               |
| 06.10.2019, 17:00 | ASKÖ Volley Villach           | ATSC Wildcats Klagenfurt      | 0:3 (18:25, 11:25, 21:25)               |
| 06.10.2019, 17:00 | Sportunion St. Pölten         | SG Hotvolleys Ybbs            | 1:3 (21:25, 25:21, 15:25, 21:25)        |
| 06.10.2019, 18:30 | ASKÖ Purgstall                | SG VB NÖ Sokol/Post           | 0:3 (11:25, 10:25, 11:25)               |

### Achtelfinale
Folgende vier Vereine stiegen in das Achtelfinale ein: ASKÖ Linz Steg, UVC Graz, ATSE Graz und TV Oberndorf.
| Datum             | Team 1                        | Team 2                   | Ergebnis                                |
| ----------------- | ----------------------------- | ------------------------ | --------------------------------------- |
| 20.10.2019, 14:30 | VC Dornbirn                   | TSV Hartberg             | 3:0, strafveriferziert                  |
| 20.10.2019, 16:00 | Union Inzing                  | VC Hausmannstätten       | 2:3 (25:15, 25:23, 17:25, 17:25, 10:25) |
| 20.10.2019, 16:00 | SG Union Bisamberg/Hollabrunn | ASKÖ Linz Steg           | 0:3 (17:25, 9:25, 19:25)                |
| 20.10.2019, 16:00 | TV Oberndorf                  | ATSC Wildcats Klagenfurt | 0:3 (14:25, 18:25, 18:25)               |
| 20.10.2019, 16:00 | USV Jennersdorf               | SG Hotvolleys Ybbs       | 0:3 (20:25, 16:25, 16:25)               |
| 20.10.2019, 16:00 | SG VBV Trofaiach/WSV Eisenerz | VC Tirol                 | 1:3 (25:19, 14:25, 19:25, 17:25)        |
| 20.10.2019, 16:00 | ATSE Graz                     | TI-volley                | 0:3 (12:25, 21:25, 13:25)               |
| 20.10.2019, 19:30 | UVC Graz                      | SG VB NÖ Sokol/Post      | 3:1 (17:25, 25:21, 25:13, 25:15)        |

### Viertelfinale
| Datum             | Team 1             | Team 2                   | Ergebnis                         |
| ----------------- | ------------------ | ------------------------ | -------------------------------- |
| 10.11.2019, 14:00 | SG Hotvolleys Ybbs | UVC Graz                 | 0:3 (6:25, 10:25, 19:25)         |
| 10.11.2019, 14:00 | VC Dornbirn        | ASKÖ Linz Steg           | 0:3 (8:25, 13:25, 22:25)         |
| 10.11.2019, 16:00 | TI-volley          | VC Tirol                 | 3:1 (25:16, 25:21, 26:28, 25:14) |
| 10.11.2019, 17:30 | VC Hausmannstätten | ATSC Wildcats Klagenfurt | 0:3 (24:26, 14:25, 22:25)        |

### Halbfinale
| Datum             | Team 1                   | Team 2         | Ergebnis                  |
| ----------------- | ------------------------ | -------------- | ------------------------- |
| 29.02.2020, 15:00 | TI-volley                | UVC Graz       | 0:3 (17:25, 11:25, 12:25) |
| 29.02.2020, 15:00 | ATSC Wildcats Klagenfurt | ASKÖ Linz Steg | 0:3 (12:25, 16:25, 14:25) |

### Finale
| Datum             | Team 1   | Team 2         | Ergebnis                                |
| ----------------- | -------- | -------------- | --------------------------------------- |
| 01.03.2020, 17:55 | UVC Graz | ASKÖ Linz Steg | 2:3 (25:19, 19:25, 25:15, 21:25, 13:15) |